# Faumes
Faumes is een bestuurslaag in het regentschap Kupang van de provincie Oost-Nusa Tenggara, Indonesië. Faumes telt 1225 inwoners (volkstelling 2010).